# Дечји бич
„Дечји бич” је југословенски ТВ филм из 1988. године. Режирао га је Милан Плетл а сценарио су написали Бранислав Гудељ, Светислав Јованов и Милан Плетл.

## Улоге
| Глумац               | Улога             |
| -------------------- | ----------------- |
| Предраг Томановић    | Бранислав Гудељ   |
| Александра Симић     |                   |
| Енвер Петровци       | Раде Пајић „Пера” |
| Стеван Гардиновачки  | Отац              |
| Ђурђија Цветић       | Мајка             |
| Младен Андрејевић    |                   |
| Новак Билбија        |                   |
| Бранимир Брстина     |                   |
| Радоје Чупић         |                   |
| Мирјана Гардиновачки |                   |
| Кристина Јаковљевић  |                   |
| Биљана Кескеновић    | Секретарица       |
| Раде Којадиновић     |                   |
| Јан Макан            |                   |
| Тијана Максимовић    | Апотекарка        |
| Бранка Пујић         | Вида              |
| Ратко Радивојевић    | Друг Хранисављев  |
| Душан Радовић        | Руководилац       |
| Драгиша Шокица       |                   |
| Лидија Стевановић    |                   |
| Љиљана Стјепановић   | Царица/вештица    |
| Андријана Виденовић  | Девојка из воза   |
| Оливера Викторовић   |                   |